# سوزو، ایشیکاوا
سوزو در استان ایشیکاوا در کشور ژاپن واقع شده‌است که دارای جمعیت ۱۷٬۱۱۱ نفر و مساحت ۲۴۷٫۲۰ کیلومتر مربع با تراکم جمعیت ۶۹٫۲ نفر در کیلومترمربع است و در تاریخ ۱۵ ژوئیه ۱۹۵۴ به عنوان شهر شناخته شد.